# ルクレーツィア・ランドリアーニ
ルクレーツィア・ランドリアーニ（Lucrezia Landriani 1440年 - 没年不詳）は、ルネサンス期の愛妾。女傑カテリーナ・スフォルツァの母。

## 生涯
ルクレーツィアは1440年にミラノ周辺で生まれた。両親については不明であるが、美しいブロンドの髪と青い目、そして優雅な物腰で有名な美少女だった。ピエロ・デル・ポッライオーロの肖像画がよく知られている。
ルクレーツィアはランドリアーニ伯爵の夫人となり、二人の子を生んだ。ミラノ公ガレアッツォ・マリーア・スフォルツァはランドリアーニ伯爵と知り合いであり、ルクレーツィアの美貌に一目惚れしてぜひ自分の妾としたいと考えた。そして1460年頃、ガレアッツォはルクレーツィアを欺いて自分の城砦に呼び寄せると、彼女を部屋に連れ込んで強姦した。ルクレーツィアはガレアッツォの愛妾となることを強要された。ルクレーツィアは20歳、ガレアッツォは16歳だった。その後、ルクレーツィアはガレアッツォの子を1461年、1463年、1465年、1467年の四回にわたって生んでいる。そのうちの一人が、有名な女傑カテリーナ・スフォルツァだった。
その後、1476年にガレアッツオは暗殺され、ルクレーツィアの没年は伝わっていない。